# Usine sidérurgique de Rheinhausen
Friedrich-Alfred-Hütte
Hüttenwerk Rheinhausen
L'usine sidérurgique de Rheinhausen (de) est un ancien complexe sidérurgique situé dans le secteur de Duisbourg, dans la Ruhr, en Allemagne. Fondée en 1897 par Friedrich Alfred Krupp, elle est considérée à la veille de la Première Guerre mondiale comme la plus grande usine d'Europe.
Durement touchée par la crise qui touche le secteur, l'usine se restructure au cours des années 1980, avant de fermer en 1993. Les infrastructures sont démantelées dans les années suivantes. En 1993, le logport du complexe portuaire de Duisbourg (de) occupe le terrain libéré par la disparition de l'usine.